# Albert Kramer
Albert Kramer, slovenski pravnik, politik in novinar, * 6. oktober 1882, Trbovlje, † 27. maj 1943, Ljubljana.
Filozofijo in pravo je študiral v Gradcu in Pragi, kjer je 1910 doktoriral. Leta 1914 je postal glavni urednik Slovenskega naroda. Leta 1920 je skupaj z Gregorjem Žerjavom ustanovil časopis Jutro in bil od 1921 do 1943 njegov direktor. 
V politiki je bil že pred prvo svetovno vojno, ko je postal eden od voditeljev liberalne narodno-radikalne mladine. Od 1909 je bil član Narodno napredne stranke, junija 1918 pa soustanovitelj JDS. Po razcepu v JDS 1923, ko so 'mladini' prevzeli vodenje celotne stranke, je postal z Žerjavom najvidnejši slovenski liberalni politik, po Žerjavovi smrti (1929) pa nesporni slovenski liberalni prvak. V tridesetih letih je bil voditelj slovenskega dela JNS. Julija 1933 je bil izvoljen za enega od podpredsednikov JNS in hkrati za njenega glavnega tajnika. Bil je minister v več vladah in večkrat poslanec v Narodni skupščini. Bil je tudi poslanik v Pragi (1931) in senator. Ob skupščinskih volitvah leta 1938 je s svojo politično skupino nastopil na Mačkovi volilni listi. 1941 je nasprotoval novoustanovljeni OF in bil voditelj slovenskih liberalcev v Slovenski zavezi.